# Estenebea
Estenebea (en grec antic Σθενέβοια) o Anteia (Ἄντεια) va ser una princesa lícia, filla del rei Iòbates. Les comèdies gregues l'esmenten amb el nom d'Estenebea.
Es casà amb Pretos, rei de Tirint, quan aquest va ser expulsat del seu país pel seu germà Acrisi i emigrà a l'Àsia menor. Amb ell va ser la mare de diverses filles, les Prètides, i d'un fill, Megapentes.
Quan el seu marit acollí Bel·lerofont, ella, pertorbada per la bellesa del noi, intentà seduir-lo, però fou debades i, per venjar aquest menyspreu, el calumnià davant Pretos. El rei, que sentia afecte per Bel·lerofont, i que, per haver-lo purificat un cop d'un homicidi no el podia matar amb les seves pròpies mans sense cometre sacrilegi, l'envià a Lícia a casa de Iòbates amb l'encàrrec que el matés.
Bel·lerofont va haver de superar moltes proves i aventures que li proposà Iòbates, i al final va tornar de Lícia amb el propòsit de venjar-se de les calúmnies d'Estenebea. però Pretos va permetre que la seva dona fugís amb el cavall alat de Bel·lerofont, Pegàs. Mentre fugia, Pegàs la va fer caure i Estenebea es precipità al mar i morí ofegada. Uns pescadors van recollir el seu cos prop de l'illa de Melos i el van portar a Tirint. Aquesta versió l'explicava Eurípides en una tragèdia perduda, Estenebea. Una altra tradició deia que Estenebea es va suïcidar en assabentar-se de la tornada de Bel·lerofont.